# سلماسور
سلماسور(نام علمی: Selmasaurus) نام یک سرده از تیره موساسوریان است.